# Sông Bang Kham
Sông Bang Kham (tiếng Thái: แม่น้ำบางขาม) là một nhánh sông ngắn của sông Lopburi. Sông này xuất phát từ huyện Ban Mi, tỉnh Lopburi. Sông chảy về phía Nam và hợp lưu với sông Lopburi ở huyện Tha Wung. Sông này chỉ dài 20 km.